# Elvis Prençi
Elvis Prençi (Peshkopi, 26 giugno 1993) è un calciatore albanese, difensore del Prishtina e Re.

## Biografia
Anche suo fratello Endrit è un calciatore.

## Carriera

### Club
Il 17 luglio 2022 viene acquistato a titolo definitivo dalla squadra albanese dello Skënderbeu.

### Nazionale
Ha giocato nelle nazionali giovanili albanesi Under-19 ed Under-21.

## Statistiche

### Presenze e reti nei club
Statistiche aggiornate al 27 aprile 2025.
| Stagione                | Squadra                 | Campionato              | Campionato | Campionato | Coppe nazionali | Coppe nazionali | Coppe nazionali | Coppe continentali | Coppe continentali | Coppe continentali | Altre coppe | Altre coppe | Altre coppe | Totale | Totale |
| Stagione                | Squadra                 | Comp                    | Pres       | Reti       | Comp            | Pres            | Reti            | Comp               | Pres               | Reti               | Comp        | Pres        | Reti        | Pres   | Reti   |
| ----------------------- | ----------------------- | ----------------------- | ---------- | ---------- | --------------- | --------------- | --------------- | ------------------ | ------------------ | ------------------ | ----------- | ----------- | ----------- | ------ | ------ |
| 2011-2012               | Kukësi                  | KP                      | 20         | 2          | CA              | 0               | 0               | -                  | -                  | -                  | -           | -           | -           | 20     | 2      |
| 2012-gen. 2013          | Kukësi                  | KS                      | 0          | 0          | CA              | 2               | 0               | -                  | -                  | -                  | -           | -           | -           | 2      | 0      |
| Totale Kukësi           | Totale Kukësi           | Totale Kukësi           | 20         | 2          |                 | 2               | 0               |                    | -                  | -                  |             | -           | -           | 22     | 2      |
| gen.-giu. 2013          | Partizani Tirana        | KP                      | 14         | 0          | CA              | 0               | 0               | -                  | -                  | -                  | -           | -           | -           | 14     | 0      |
| 2013-2014               | Partizani Tirana        | KS                      | 8          | 0          | CA              | 2               | 0               | -                  | -                  | -                  | -           | -           | -           | 10     | 0      |
| Totale Partizani Tirana | Totale Partizani Tirana | Totale Partizani Tirana | 22         | 0          |                 | 2               | 0               |                    | -                  | -                  |             | -           | -           | 24     | 0      |
| 2014-2015               | Teuta                   | KS                      | 6          | 0          | CA              | 2               | 0               | UEL                | -                  | -                  | SA          | -           | -           | 8      | 0      |
| 2015-2016               | Korabi                  | KP                      | 0          | 0          | CA              | 0               | 0               | -                  | -                  | -                  | -           | -           | -           | 0      | 0      |
| 2016-2017               | Korabi                  | KS                      | 26         | 1          | CA              | 2               | 1               | -                  | -                  | -                  | -           | -           | -           | 28     | 2      |
| Totale Korabi           | Totale Korabi           | Totale Korabi           | 26         | 1          |                 | 2               | 1               |                    | -                  | -                  |             | -           | -           | 28     | 2      |
| 2017-2018               | Lushnja                 | KS                      | 25         | 1          | CA              | 2               | 0               | -                  | -                  | -                  | -           | -           | -           | 27     | 1      |
| 2018-gen. 2019          | Lushnja                 | KP                      | 0          | 0          | CA              | 0               | 0               | -                  | -                  | -                  | -           | -           | -           | 0      | 0      |
| Totale Lushnja          | Totale Lushnja          | Totale Lushnja          | 25         | 1          |                 | 2               | 0               |                    | -                  | -                  |             | -           | -           | 27     | 1      |
| gen.-giu. 2019          | Llapi                   | SL                      | 15         | 1          | CK              | 0               | 0               | -                  | -                  | -                  | -           | -           | -           | 15     | 1      |
| 2019-2020               | Llapi                   | SL                      | 31         | 1          | CK              | 1               | 0               | -                  | -                  | -                  | -           | -           | -           | 32     | 1      |
| 2020-2021               | Llapi                   | SL                      | 31         | 5          | CK              | 6               | 1               | -                  | -                  | -                  | -           | -           | -           | 37     | 6      |
| 2021-2022               | Llapi                   | SL                      | 30         | 1          | CK              | 4               | 0               | UECL               | 2                  | 0                  | SK          | 1           | 0           | 37     | 1      |
| Totale Llapi            | Totale Llapi            | Totale Llapi            | 107        | 8          |                 | 11              | 1               |                    | 2                  | 0                  |             | 1           | 0           | 121    | 9      |
| 2022-2023               | Skënderbeu              | KP                      | 26         | 1          | CA              | 3               | 0               | -                  | -                  | -                  | -           | -           | -           | 29     | 1      |
| 2023-2024               | Skënderbeu              | KS                      | 35+2       | 0          | CA              | 1               | 0               | -                  | -                  | -                  | -           | -           | -           | 38     | 0      |
| 2024-2025               | Skënderbeu              | KS                      | 30         | 1          | CA              | 2               | 0               | -                  | -                  | -                  | -           | -           | -           | 32     | 1      |
| Totale Skënderbeu       | Totale Skënderbeu       | Totale Skënderbeu       | 91+2       | 2+0        |                 | 6               | 0               |                    | -                  | -                  |             | -           | -           | 99     | 2      |
| Totale carriera         | Totale carriera         | Totale carriera         | 297+2      | 14+0       |                 | 27              | 2               |                    | 2                  | 0                  |             | 1           | 0           | 329    | 16     |